# Lawrence Hargrave

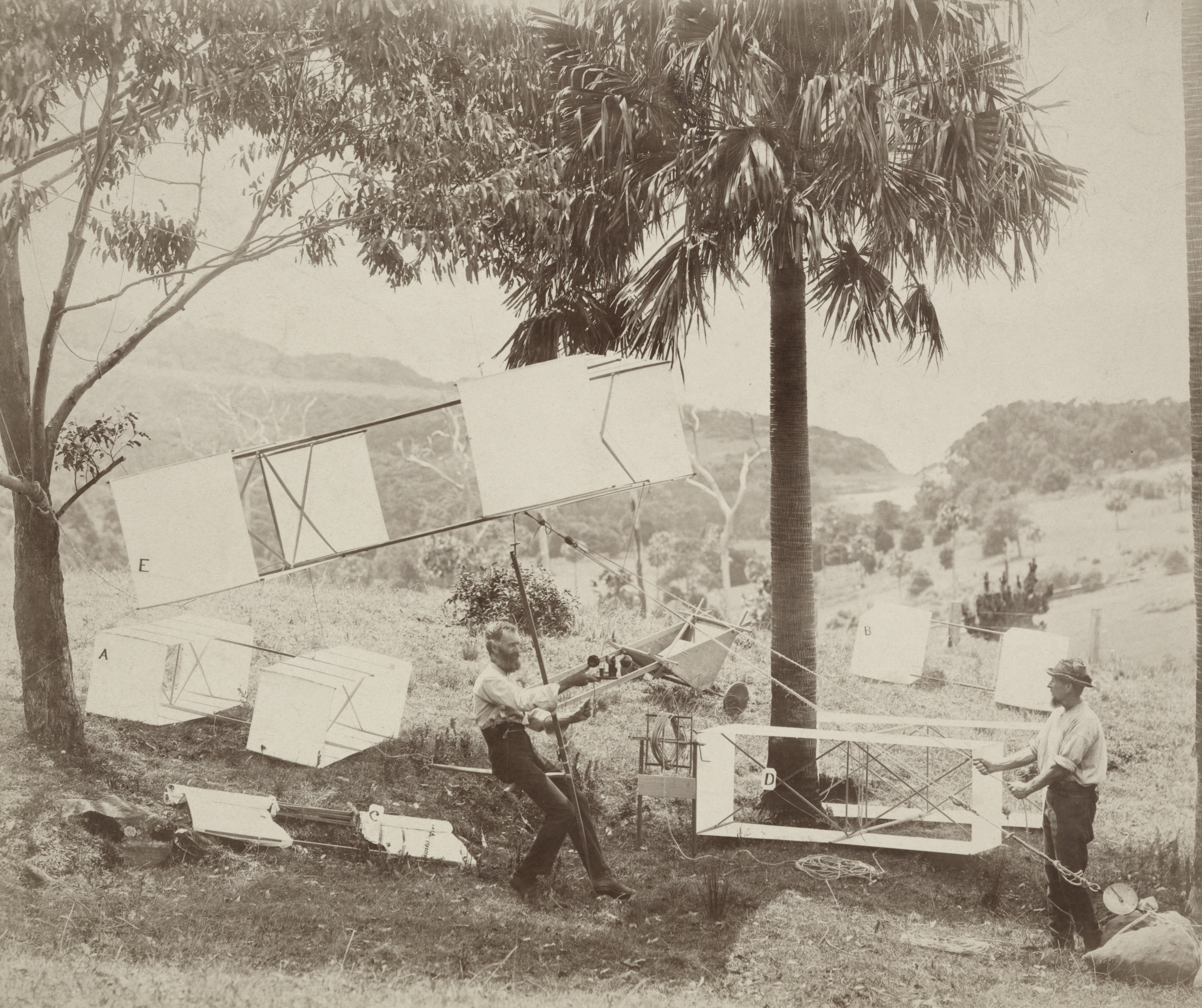
Hargrave (assis) et Swain avec ses cerfs-volants à la plage de Stanwell Park, novembre 1894.

Lawrence Hargrave (29 janvier 1850 - 6 juillet 1915), pionnier en aéronautique australien, a fait son premier vol en cerf-volant le 12 novembre 1894. Il a vécu à Stanwell Park en Australie.

## Biographie
Lawrence Hargrave est né à Greenwich, en Angleterre. Il est le second fils de John Fletcher Hargrave. Il est scolarisé à la Queen Elizabeth's Grammar School, à Kirkby Lonsdale dans le Westmorland. Cet établissement comporte aujourd'hui un bâtiment nommé en sa mémoire. En 1865, il immigre en Australie avec sa famille. Il arrivera ainsi à Sydney le 5 novembre 1865 à bord d'un navire baptisé La Hogue. En 1867, il accepte un poste d'apprenti ingénieur dans l'entreprise Australasian Steam Navigation Company. Cet apprentissage lui fut très utile quand il en vint à se lancer dans la construction de ses propres modèles d'engins volants (voir section ”aéronautique"). 
Après une brève carrière dans la marine australienne, de 1872 à 1877, il prit en 1878 un poste d'astronome assistant à l'observatoire de Sydney (Sydney Observatory). Il exerça pendant cinq ans avant de se retirer en 1883 pour se consacrer à des travaux de recherche.
Il meurt le 14 juillet 1915 à l'âge de 65 ans, d'une péritonite.

## Aéronautique
Dès son plus jeune âge, Lawrence Hargrave montra un intérêt particulier pour les expériences en tous genres, avec cependant une prédilection pour tout ce qui touchait à l'aviation. Mais il ne put se consacrer activement à ce domaine qu'à la mort de son père en 1885, lorsqu'il reçut un héritage suffisamment important pour en vivre. Il choisit de s'installer à côté de Stanwell Park. En effet, ce lieu offrait de bonnes conditions de vent pour les essais qu'il souhaitait réaliser, et reste encore aujourd'hui un lieu prisé par les parapentistes et amateurs de deltaplane.
À partir de ce moment et jusqu'à la fin de sa vie, il inventa de nombreuses machines et engins volants, mais ne demanda jamais à les faire breveter, car il était convaincu de l'entrave que représente selon lui les brevets dans la collaboration scientifique. Ainsi, comme il le dit lui-même en 1893 : "Les travailleurs doivent se débarrasser de l'idée que la fortune leur sera assurée s'ils gardent le fruit de leur travail pour eux. Les taxes de brevets ne sont que trop d'argent gâché. La machine volante du futur ne naîtra pas entièrement et capable de voler sur plus de 1 000 miles à partir de rien. Comme toute chose en elle sera le fruit d'une évolution graduelle. La première difficulté est d'obtenir quelque-chose qui vole en définitive. Une doit ceci obtenu, une description complète devrait être publiée comme une aide pour les autres. L'excellence du design et le travail d'équipe défieront toujours la compétition." 
Parmi tant d'autres, trois des inventions et travaux de Lawrence Hargrave sont considérés comme particulièrement innovantes et source d'inspiration pour ses prédécesseurs :
- l'étude des profils d'ailes incurvés, et particulièrement ceux avec un bord d'attaque plus épais

- le cerf-volant cellulaire (1893) avec lequel il parvint à s'envoler le 12 novembre 1894

- les travaux sur le moteur rotatif, qui servit à propulser beaucoup d'engins volants jusqu'à l'aube des années 1920 et l'avènement du moteur à vapeur.